# Park Jeong-su
Park Jeong-su (sinh ngày 12 tháng 4 năm 1994) là một cầu thủ bóng đá người Hàn Quốc. Anh thi đấu cho Kashiwa Reysol sau 2 năm cùng với Yokohama F. Marinos.

## Thống kê câu lạc bộ
Cập nhật đến ngày 2 tháng 1 năm 2018.
| Thành tích câu lạc bộ | Thành tích câu lạc bộ | Thành tích câu lạc bộ | Giải vô địch | Giải vô địch | Cúp                   | Cúp                   | Cúp Liên đoàn | Cúp Liên đoàn | Châu lục | Châu lục  | Tổng cộng | Tổng cộng |
| Mùa giải              | Câu lạc bộ            | Giải vô địch          | Số trận      | Bàn thắng    | Số trận               | Bàn thắng             | Số trận       | Bàn thắng     | Số trận  | Bàn thắng | Số trận   | Bàn thắng |
| Nhật Bản              | Nhật Bản              | Nhật Bản              | Giải vô địch | Giải vô địch | Cúp Hoàng đế Nhật Bản | Cúp Hoàng đế Nhật Bản | J. League Cup | J. League Cup | Châu Á   | Châu Á    | Tổng cộng | Tổng cộng |
| --------------------- | --------------------- | --------------------- | ------------ | ------------ | --------------------- | --------------------- | ------------- | ------------- | -------- | --------- | --------- | --------- |
| 2016                  | Yokohama F. Marinos   | J1                    | 13           | 1            | 4                     | 0                     | 9             | 0             | -        | -         | 26        | 1         |
| 2017                  | Yokohama F. Marinos   | J1                    | 8            | 0            | 6                     | 0                     | 6             | 0             | -        | -         | 20        | 0         |
| Tổng                  | Tổng                  | Tổng                  | 21           | 1            | 10                    | 0                     | 15            | 0             | -        | -         | 46        | 1         |
| 2018                  | Kashiwa Reysol        | J1                    | 0            | 0            | 0                     | 0                     | 0             | 0             | 0        | 0         | 0         | 0         |
| Tổng                  | Tổng                  | Tổng                  | 0            | 0            | 0                     | 0                     | 0             | 0             | 0        | 0         | 0         | 0         |
| Tổng cộng sự nghiệp   | Tổng cộng sự nghiệp   | Tổng cộng sự nghiệp   | 21           | 1            | 10                    | 0                     | 15            | 0             | 0        | 0         | 46        | 1         |